# Echinokaktus

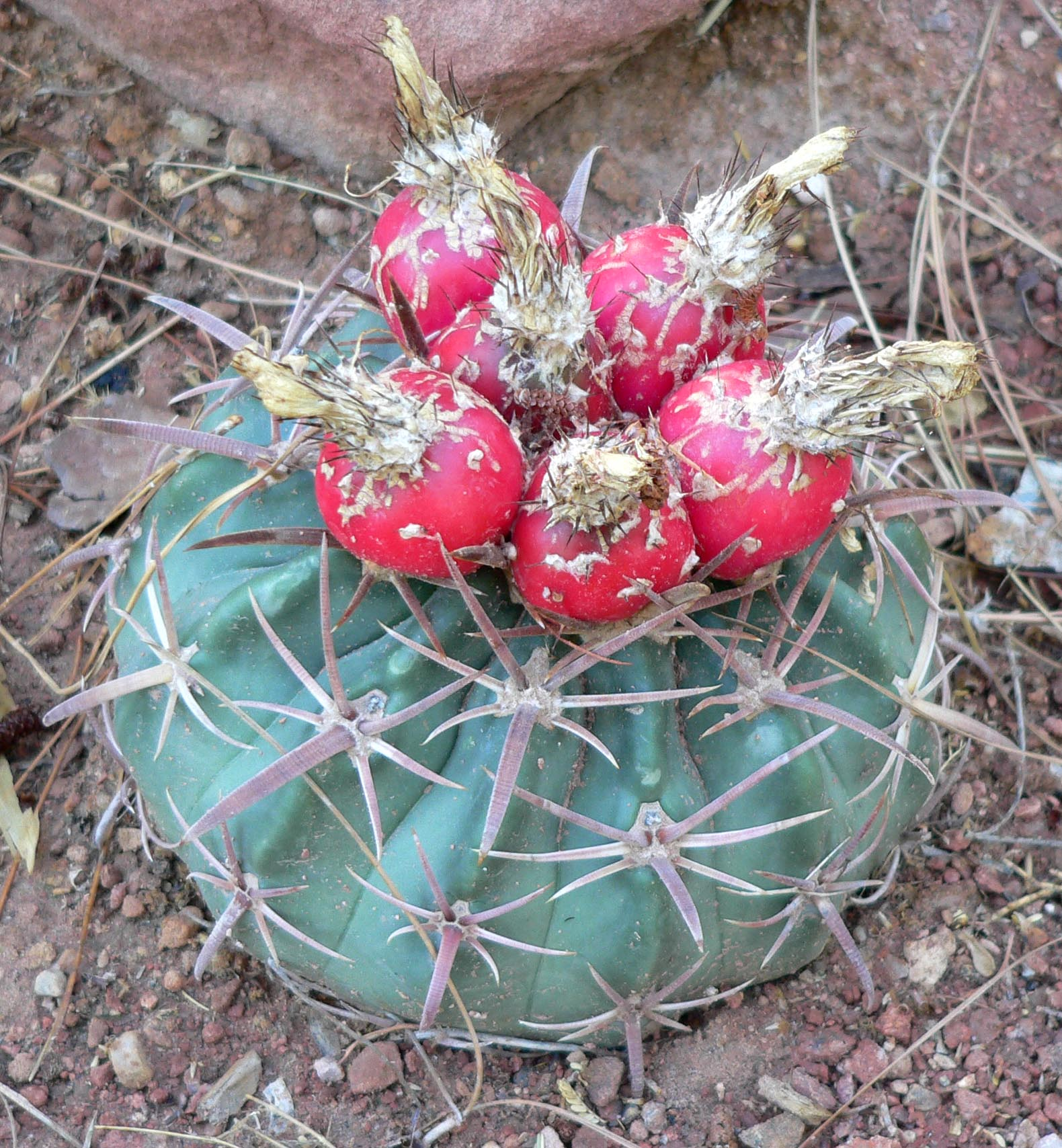
Echinocactus texensis

Echinokaktus (Echinocactus Link & Otto) – rodzaj roślin z rodziny kaktusowatych, obejmujący 16 gatunków. Gatunkiem typowym jest: E. platyacanthus Link et Otto. Nazwa pochodzi od starogreckiego słowa „ἐχῖνος” (echinos), oznaczającego jeża.

## Systematyka
Synonimy
Brittonrosea Speg., Echinofossulocactus Lawr., Homalocephala Britton & Rose
Pozycja według APweb (aktualizowany system APG III z 2009)
Jeden z wielu rodzajów plemienia Cactaeae z podrodziny Cactoideae z rodziny kaktusowatych (Cactaceae) z rzędu goździkowców (Caryophyllales), należących do kladu dwuliściennych właściwych (eudicots).
Pozycja w systemie Reveala (1994–1999)
Gromada okrytonasienne (Magnoliophyta Cronquist), podgromada Magnoliophytina Frohne & U. Jensen ex Reveal, klasa Rosopsida Batsch, podklasa goździkowe (Caryophyllidae Takht.), nadrząd Caryophyllanae Takht., rząd goździkowce (Caryophyllales Perleb), podrząd Cactineae Bessey in C.K. Adams, rodzina kaktusowate (Cactaceae Juss.), plemię Echinocacteae Salm-Dyck, rodzaj echinokaktus (Echinocactus Link & Otto).
Wybrane gatunki
- Echinocactus grusonii Hildm.
- Echinocactus horizonthalonius Lem.
- Echinocactus parryi Engelm.
- Echinocactus platyacanthus Link & Otto
- Echinocactus polycephalus Engelm. & J.M.Bigelow
- Echinocactus texensis Hopffer

## Zastosowanie
W Polsce niektóre gatunki są uprawiane jako rośliny doniczkowe. Echinocactus ingens ma także znaczenie religijne dla Indian.